# Mycetophila viticollis
Mycetophila viticollis är en tvåvingeart som beskrevs av Blanchard 1852. Mycetophila viticollis ingår i släktet Mycetophila och familjen svampmyggor. Inga underarter finns listade i Catalogue of Life.